# Charmoille (Doubs)
Charmoille è un comune francese di 313 abitanti situato nel dipartimento del Doubs nella regione della Borgogna-Franca Contea.

## Società

### Evoluzione demografica
Abitanti censiti